# 金子安次
金子 安次（かねこ やすじ、1920年 - 2010年11月25日）は、元日本兵。

## 来歴
千葉県浦安出身。1940年4月、徴兵検査で甲種合格となり、同年秋に召集されて北支那方面軍独立混成第10旅団44大隊に入隊、二等兵として中国に従軍する。1945年の敗戦を中国で迎え5年間シベリアに捕虜として抑留され、その後、中国の撫順戦犯管理所に収容された。ここで6年間の勾留の後、1956年に起訴免除の決定を受けて釈放され、同年、日本に帰国した。中国からの帰還者で組織された中国帰還者連絡会（中帰連）の会員となり、1990年代から、戦地で行った犯罪を証言する活動をはじめた。
田辺敏雄や秦郁彦は金子の証言に矛盾や疑問点を指摘している。

## 年譜
- 1920年 千葉県浦安に生まれる。
- 1932年 小学校卒業
- 1940年 日本軍に志願。中華民国・青島市へ出兵。
- 1945年 敗戦を朝鮮で迎える。その後シベリアに抑留。
- 1950年 撫順戦犯管理所へ移送。
- 1956年 日本に帰国。
- 2001年 映画『日本鬼子』に出演。
- 2005年 取材記録が『金子さんの戦争：中国戦線の現実』として出版される。

## 証言内容
- 1996年9月26日付ジャパンタイムスで「銃撃したり拷問したりして100人以上を私は殺しました。このようなことを決して繰り返してはいけません。」と語った。
- 2007年3月10日テレビ東京のインタビューで「わたしは同僚たちと駐屯地近くの村を回り、女性たちを拉致した」と語った。
- 山東省臨清県の臨清には第59師団隷下の独立歩兵第44大隊が駐留していた。1943年9月に運河にコレラを撒いて堤防を決壊させたと証言している。「44大隊長広瀬利善中佐から、衛河堤防を破壊し解放区を埋没させてコレラ菌を散布せよ、との命令を受けた。当時、重機関銃小隊長小島少尉ら8名は破壊を行い、ほかの者は堤防を守っているかのように装っていた。当時、私は重機関銃分隊上等兵で、その破壊活動に参加し、円匙で50センチ堤防を切り崩した。」[5]
- 女性国際戦犯法廷で慰安婦に関する証言をおこなったが、NHKの番組では鈴木良雄の証言ともどもカットされ放送されなかった[6]。
  - 検事役「あなたが見た慰安所というのは、女性たちは自分たちの意志で来ていた人たちですか。」金子「違います。日本には公娼制度というのがあり、それは営業であり金儲けです。しかし、そこで働いている人は、みんな苦しいから働いているんです。金で縛られているから自由に行動できない。そこに慰安婦の慰安婦らしいところがあるんです」
  - 検事役「慰安所があることは強姦の防止に役立ったと思いますか。」金子「役立っていません。慰安所にいって1円50銭払うんだったら、強姦だったらただです。我々の月給というのは、だいたい一等兵で8円80銭くらい、上等兵で11円くらい。その中から強制的に貯金をとられるんです。ですから金があまりありませんから、1円50銭払うくらいだったら、作戦にいって強姦をした方がただだというような考えがありました」
  - 検事役「あなた自身も、そういう考えの中で強姦に加わったことがありますか。」金子「あります。昭和18年、作戦にまいりました。その時にある部落で若い兵隊が一人の若い女性を連れてきました。21、2歳でしょうか。それを、6人の兵隊でくじ引きをひいて順番を決めて、ひとりひとりその女を輪姦しました。こういう事実がございます。」

- 小林よしのりの『戦争論』を批判して

「日本が15年間も続けた中国侵略戦争の中で数々の罪過を犯してきたことは明白な事実である」
「小林氏に申したい。ウソはいけない。昔から嘘は泥棒の始まりという。まして『戦争論』の中に出てくる侵略戦争は殺人強盗と同じだ。武器を持って他国に入り物を略奪する逆らえば殺す。『戦争論』を書くなら戦争の怖さや残酷さ、そして悲しさをよく検証して2度とこのような過ちがないように歴史の真実を正確に教えるべきだ」
- 秦郁彦の雑誌での発言[4]を批判して

秦郁彦は、日本軍兵士の犯罪・加害行為が軍の方針ではなく個人的なものだと見ており、金子のように自身の行為を告白する元兵士を「一部の極悪人」と評している。「確かに我々は極悪人だったよ。被害者にしてみれば鬼に見えただろうね。でも誰が我々を鬼にしたんだ? 誰も好きこのんで鬼になったわけじゃない。戦争で人を殺すことを学んだんじゃないか。軍隊で極悪人になるように教育されたんじゃないか。秦も軍隊に行っていれば分かっただろうよ。兵隊は殺すと言われれば殺すしかないんだ。戦争に行ったら秦だって同じ『極悪人』になっただろうよ」